# Eleições legislativas de 2015 na Amadora

## Resultados Oficiais
| Partido                 | Partido                         | Votos   | %               | +/-   |
| ----------------------- | ------------------------------- | ------- | --------------- | ----- |
|                         | Partido Socialista              | 31 728  | 37,49 / 100,00  | 5,90  |
|                         | Portugal à Frente               | 24 040  | 28,41 / 100,00  | 13,49 |
|                         | Bloco de Esquerda               | 9 763   | 11,54 / 100,00  | 5,59  |
|                         | Coligação Democrática Unitária  | 9 500   | 11,23 / 100,00  | 0,03  |
|                         | Pessoas–Animais–Natureza        | 1 671   | 1,97 / 100,00   | 0,59  |
|                         | Partido Democrático Republicano | 913     | 1,08 / 100,00   | Novo  |
|                         | PCTP/MRPP                       | 895     | 1,06 / 100,00   | 0,27  |
|                         | Outros                          | 3 229   | 3,81 / 100,00   |       |
| Votos Inválidos         | Votos Inválidos                 | 2 893   | 3,42 / 100,00   | 0,54  |
| Total                   | Total                           | 84 632  | 100,00 / 100,00 |       |
| Eleitorado/Participação | Eleitorado/Participação         | 143 634 | 58,92 / 100,00  | 2,23  |
| Fonte                   | Fonte                           | [ 1 ]   | [ 1 ]           | [ 1 ] |

## Resultados por Freguesia
Os resultados seguintes referem-se aos partidos que obtiveram mais de 1,00% dos votos:
| Freguesia             | %     | %     | %     | %     | %    | %    | %    | Votantes |
| Freguesia             | PS    | PÀF   | BE    | CDU   | PAN  | PDR  | PCTP | Votantes |
| --------------------- | ----- | ----- | ----- | ----- | ---- | ---- | ---- | -------- |
| Águas Livres          | 39,32 | 27,52 | 11,29 | 10,79 | 1,83 | 1,10 | 1,01 | 18 188   |
| Alfragide             | 32,75 | 37,23 | 11,00 | 7,96  | 1,90 | 0,80 | 0,81 | 8 630    |
| Encosta do Sol        | 39,95 | 25,49 | 11,52 | 11,73 | 1,98 | 0,84 | 1,25 | 12 757   |
| Falagueira-Venda Nova | 39,08 | 24,65 | 11,63 | 14,21 | 1,87 | 1,01 | 1,23 | 11 122   |
| Mina de Água          | 35,00 | 28,25 | 12,59 | 11,29 | 2,17 | 1,50 | 1,15 | 20 584   |
| Venteira              | 38,23 | 30,04 | 10,54 | 10,88 | 2,01 | 0,87 | 0,81 | 13 351   |
| Amadora               | 37,49 | 28,41 | 11,54 | 11,23 | 1,97 | 1,08 | 1,06 | 84 632   |

#### Águas Livres
| Partido                 | Partido                         | Votos  | %               |
| ----------------------- | ------------------------------- | ------ | --------------- |
|                         | Partido Socialista              | 7 151  | 39,32 / 100,00  |
|                         | Portugal à Frente               | 5 006  | 27,52 / 100,00  |
|                         | Bloco de Esquerda               | 2 053  | 11,29 / 100,00  |
|                         | Coligação Democrática Unitária  | 1 962  | 10,79 / 100,00  |
|                         | Pessoas–Animais–Natureza        | 333    | 1,83 / 100,00   |
|                         | Partido Democrático Republicano | 200    | 1,10 / 100,00   |
|                         | PCTP/MRPP                       | 184    | 1,01 / 100,00   |
|                         | Outros                          | 652    | 3,59 / 100,00   |
| Votos Inválidos         | Votos Inválidos                 | 647    | 3,56 / 100,00   |
| Total                   | Total                           | 18 188 | 100,00 / 100,00 |
| Eleitorado/Participação | Eleitorado/Participação         | 31 098 | 58,49 / 100,00  |

#### Alfragide
| Partido                 | Partido                        | Votos  | %               |
| ----------------------- | ------------------------------ | ------ | --------------- |
|                         | Portugal à Frente              | 3 213  | 37,23 / 100,00  |
|                         | Partido Socialista             | 2 826  | 32,75 / 100,00  |
|                         | Bloco de Esquerda              | 949    | 11,00 / 100,00  |
|                         | Coligação Democrática Unitária | 687    | 7,96 / 100,00   |
|                         | Pessoas–Animais–Natureza       | 164    | 1,90 / 100,00   |
|                         | LIVRE/Tempo de Avançar         | 122    | 1,41 / 100,00   |
|                         | Outros                         | 364    | 4,23 / 100,00   |
| Votos Inválidos         | Votos Inválidos                | 305    | 3,53 / 100,00   |
| Total                   | Total                          | 8 630  | 100,00 / 100,00 |
| Eleitorado/Participação | Eleitorado/Participação        | 13 248 | 65,14 / 100,00  |

#### Encosta do Sol
| Partido                 | Partido                        | Votos  | %               |
| ----------------------- | ------------------------------ | ------ | --------------- |
|                         | Partido Socialista             | 5 096  | 39,95 / 100,00  |
|                         | Portugal à Frente              | 3 252  | 25,49 / 100,00  |
|                         | Coligação Democrática Unitária | 1 496  | 11,73 / 100,00  |
|                         | Bloco de Esquerda              | 1 469  | 11,52 / 100,00  |
|                         | Pessoas–Animais–Natureza       | 252    | 1,98 / 100,00   |
|                         | PCTP/MRPP                      | 160    | 1,25 / 100,00   |
|                         | Outros                         | 575    | 4,53 / 100,00   |
| Votos Inválidos         | Votos Inválidos                | 457    | 3,59 / 100,00   |
| Total                   | Total                          | 12 757 | 100,00 / 100,00 |
| Eleitorado/Participação | Eleitorado/Participação        | 22 894 | 55,72 / 100,00  |

#### Falagueira - Venda Nova
| Partido                 | Partido                         | Votos  | %               |
| ----------------------- | ------------------------------- | ------ | --------------- |
|                         | Partido Socialista              | 4 346  | 39,08 / 100,00  |
|                         | Portugal à Frente               | 2 742  | 24,65 / 100,00  |
|                         | Coligação Democrática Unitária  | 1 580  | 14,21 / 100,00  |
|                         | Bloco de Esquerda               | 1 294  | 11,63 / 100,00  |
|                         | Pessoas–Animais–Natureza        | 208    | 1,87 / 100,00   |
|                         | PCTP/MRPP                       | 137    | 1,23 / 100,00   |
|                         | Partido Democrático Republicano | 112    | 1,01 / 100,00   |
|                         | Outros                          | 385    | 3,46 / 100,00   |
| Votos Inválidos         | Votos Inválidos                 | 318    | 2,85 / 100,00   |
| Total                   | Total                           | 11 122 | 100,00 / 100,00 |
| Eleitorado/Participação | Eleitorado/Participação         | 19 134 | 58,13 / 100,00  |

#### Mina de Água
| Partido                 | Partido                         | Votos  | %               |
| ----------------------- | ------------------------------- | ------ | --------------- |
|                         | Partido Socialista              | 7 205  | 35,00 / 100,00  |
|                         | Portugal à Frente               | 5 816  | 28,25 / 100,00  |
|                         | Bloco de Esquerda               | 2 591  | 12,59 / 100,00  |
|                         | Coligação Democrática Unitária  | 2 323  | 11,29 / 100,00  |
|                         | Pessoas–Animais–Natureza        | 446    | 2,17 / 100,00   |
|                         | Partido Democrático Republicano | 309    | 1,50 / 100,00   |
|                         | PCTP/MRPP                       | 236    | 1,15 / 100,00   |
|                         | Outros                          | 893    | 4,34 / 100,00   |
| Votos Inválidos         | Votos Inválidos                 | 765    | 3,72 / 100,00   |
| Total                   | Total                           | 20 584 | 100,00 / 100,00 |
| Eleitorado/Participação | Eleitorado/Participação         | 35 066 | 58,70 / 100,00  |

#### Venteira
| Partido                 | Partido                        | Votos  | %               |
| ----------------------- | ------------------------------ | ------ | --------------- |
|                         | Partido Socialista             | 5 104  | 38,23 / 100,00  |
|                         | Portugal à Frente              | 4 011  | 30,04 / 100,00  |
|                         | Coligação Democrática Unitária | 1 452  | 10,88 / 100,00  |
|                         | Bloco de Esquerda              | 1 407  | 10,54 / 100,00  |
|                         | Pessoas–Animais–Natureza       | 268    | 2,01 / 100,00   |
|                         | LIVRE/Tempo de Avançar         | 136    | 1,02 / 100,00   |
|                         | Outros                         | 572    | 4,27 / 100,00   |
| Votos Inválidos         | Votos Inválidos                | 401    | 3,01 / 100,00   |
| Total                   | Total                          | 13 351 | 100,00 / 100,00 |
| Eleitorado/Participação | Eleitorado/Participação        | 22 194 | 60,16 / 100,00  |